# Colonia Jordán
Colonia Jordán är en ort i Mexiko.   Den ligger i kommunen Santo Domingo Tehuantepec och delstaten Oaxaca, i den sydöstra delen av landet, 500 km sydost om huvudstaden Mexico City. Colonia Jordán ligger 34 meter över havet och antalet invånare är 1 182.
Terrängen runt Colonia Jordán är platt åt sydost, men åt nordväst är den kuperad. Runt Colonia Jordán är det ganska glesbefolkat, med 43 invånare per kvadratkilometer. Närmaste större samhälle är Santo Domingo Tehuantepec, 8,3 km sydväst om Colonia Jordán. Omgivningarna runt Colonia Jordán är en mosaik av jordbruksmark och naturlig växtlighet.